# 베리예프 A-100
A-100 프리미어는 러시아가 새로 개발한 최신형 공군 조기경보기다. 기존의 A-50 시리즈의 조기경보기는 러시아의 유일한 운용중인 조기경보기 기종이었으며 성능은 소형 전투기(3m2)를 180km~220km 정도의 거리에서 탐지하는 수준에 불과해서 미국,영국,프랑스가 운용하는 E-3 센트리(480km), E-2C 호크아이(280km), 일본의 E-767(570km)에 한참 못미치는 낙후한 성능과 10대가 넘는 정도의 조기경보기 보유수 때문에 러시아 공군의 불만 1순위였다. 그러나 A-50 메인스테이를 개량한 A-100 프리미어는 레이다 탐지거리에서 상당한 업그레이드가 됐다. 600km반경의 공중 목표물과 400km 반경의 해상 목표물을 탐지할 수 있어, 미국 공군의 E-3 센트리(650km/450km)와 비견될 가공할 성능이다.

## 역사

### 전자전 능력의 혁신
A-100 프리미어는 공중 조기 경보 및 통제 모드에서 전방위 탐색이 가능한 AESA 레이다로 적의 항공, 지상, 해상을 동시에 감시한다. 또한 적의 조기경보기나 탐지 시스템의 탐지를 차단하기 위한 용도의 전파 방해 및 레이다 교란이 가능하도록 설계되었다. 따라서 적의 지대공 미사일 등 적의 방공무기로부터 공중조기경보기를 전자전 전술비행기가 지원하지 않아도 스스로 방어할 수 있다. 조기경보기 방어를 위해 레이다 신호를 교란용으로 사용하는 재밍(Jamming) 안테나는 기수 후방에 설치해 레이다 및 탐지 시스템에 영향을 최소화했다.

### 통신능력의 혁신
A-100 프리미어는 유도무기통제체계에서 많이 사용하는 극초단파(UHF, Ultra High Frequency) 무선신호 및 위성통신 광대역 송수신, 대용량 통신 중계 기능까지 포함한 데이터링크 시스템을 탑재하고 있어 전투기와 공대공 및 공대지 미사일을 직접 운용 가능하다. 최근 활용이 높아지는 무인항공기, 무인지상무기, 무인함정 등과 직접제어 및 무기 사용이 가능한 데이터링크 기능도 개발 중인 것으로 알려져 있다.

### 항공기 설계구조의 혁신
A-100 개발의 기초 플랫폼이 되는 일류신 IL-76 수송기는 방음시설이 부족해 소음이 크고, 승무원 편의시설이 부족해서 승무원들이 장기 비행을 하는 데 문제가 있고, 연료를 가득 채우면 이륙이 불가능해서 이륙 후 공중급유 후에 작전에 투입해야 하는 문제가 있었다. A-100 프리미어는 기체를 개발하면서 일류신 IL-76 수송기의 단점이었던 승무원 편의시설, 방음, 전력 시스템의 대용량화, 탑재 시스템의 소형화·경량화 및 고효율 연료 절감형 엔진 탑재 등을 통해 성능을 대폭 개선하도록 설계했다.

### 스텔스기 탐지 능력에 대한 언급
2016년 세르게이 쇼이구(Sergei Shoigu) 러시아 국방장관은 "A-100 프리미어에 탑재된 다기능 장거리 레이다 감시 시스템은 미국의 최신예 전투기인 F-22와 F-35 같은 5세대 작전 전술 항공기를 포함한 레이다반사면적(RCS, Radar Cross Section)이 낮거나 레이다 흡수 페인트를 적용한 차세대 전술 목표물을 탐지할 수 있는 능력을 보유했다"라고 발언한 바가 있다.

## 레이다

### 베가 프리미어 레이다
베가 프리미어는 기존 A-50과는 다르게 확연하게 높은 성능을 가졌다. 폭격기를 900km에서, 전투기를 600km에서, 단거리 탄도미사일을 800km에서 지상에 있는 전차,장갑차등 기갑전력을 450km~500km에서 탐지하고, 해상의 군함을 400km에서 탐지할 수 있는 장거리 레이다다.

## 제원
- 직경 : 46.59 m
- 날개 길이: 50.5 m
- 높이: 14.76 m
- 날개 면적: 300.0 m²
- 엔진: 4 × Aviadvigatel PS-90-76 turbofans, 각각 142 kN (32,000 lbf) , 14,500 kgf

- 최고속력: 900 km/h (490 kt, 560 mph) 마하 0.82

## 같이 보기
- A-50 메인스테이
- E-3 센트리
- 보잉 E-767